# Kyrkskolan i Hörby
Kyrkskolan i Hörby var Hörbys första skolhus som byggdes 1844 och revs 1955. Den låg mittemot prästgården i Hörby på gatan som då hette Vestergatan men som nu går under namnet Ringsjövägen. 
1882 skedde första tillbyggnaden och 1891 byggdes det salar för småskolan.
Byggnaden var ett trähus och var gulmålad. Bredvid skolan fanns en hästkastanj som var mycket omtyckt av byborna. Trädet försvann samma år som byggnaden revs.

## Tidigare byggnader på platsen
Tidigare ska klockarebostället för klockaren funnits på platsen.

## Byggnader på platsen efter skolan revs

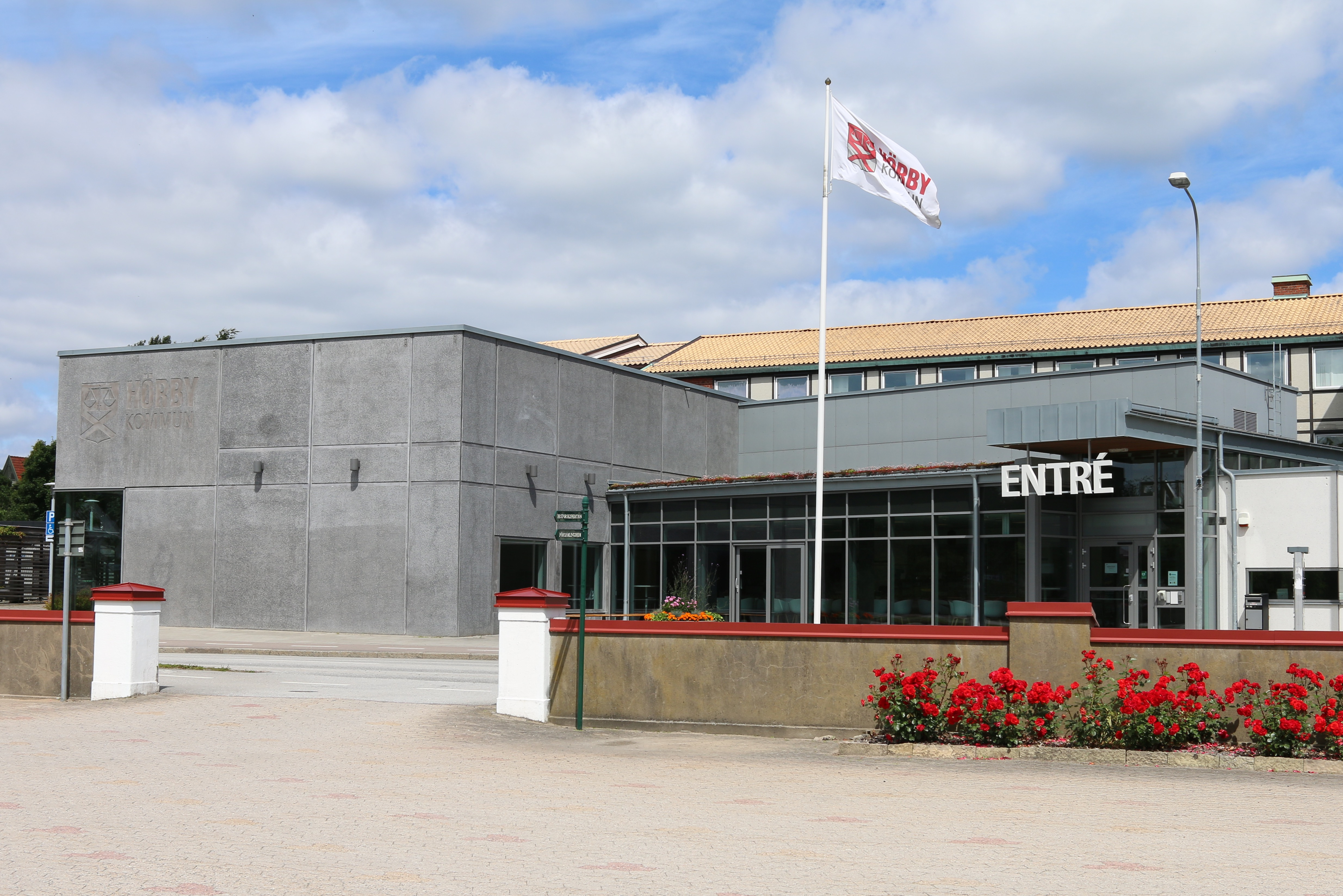
Kommunhuset, 2017.

På platsen byggdes senare det kallade "Förvaltningsbyggnaden", där det bland annat fanns provinsialläkare, polis, landsfiskal och lägenheter.
2011 invigdes byggnaden på nytt efter ombyggnationer. Byggnaden kallas idag för kommunhuset. Där finner vi kommunens personal och arbetsförmedlingen. Även polisen har hittat tillbaka till sin gamla adress, efter att de en period hade lokaler på Slagtoftavägen. 